# Acylhalid
Et acylhalid (også kendt som et syrehalid) er en kemisk forbindelse, der er dannet fra en oxosyre ved at erstatte en hydroxylgruppe med en halidgruppe.
Hvis syren er en carboxylsyre, indeholder stoffet den funktionelle gruppe –COX, som består af en carbonylgruppe bundet til et halogenatom. Den generelle formel for et sådant acylhalid kan skrives som RCOX, hvor R eksempelvis kan være en alkylgruppe, CO er en carbonylgruppe, og X repræsenterer halogenet, som f.eks. kan være klor. Acylklorider er de mest almindelige acylhalider, men acetyliodid bliver produceret i størst skala. Milliarder af kilo bliver hvert år frembragt til produktionen af eddikesyre.
Hydroxylgruppen fra en sulfonsyre kan også erstattes af et halogen, hvorved det korresponderende sulfonylhalid dannes. I praksis er dette stort set altid kloridet, hvilket giver sulfonylklorid.